# Lovisa Karlsson (videobloggare)
Laki, tidigare Lakidoris eller Ida Lovisa Johanna Karlsson, född 14 oktober 1997 i Djurö församling i Stockholms län, är en svensk youtubare. Hennes Youtube-kanal, där hon i första hand videobloggar, hade omkring 308 000 prenumeranter och omkring 107 miljoner visningar i november 2024. Karlsson tar upp ämnen som pinsamheter kring sex, PMS och ångest. Hon bryter gärna normer, till exempel rakade hon av sig håret i ett inslag, "eftersom kvinnor tydligen ska ha långt hår", vilket är hennes mest sedda klipp med omkring en miljon visningar (2018).

## Karriär
Karlsson har varit nominerad i Guldtuben i kategorierna Årets vloggare och Årets humor. År 2017 hamnade hon på femtonde plats i Mäktigast på Youtube i Maktbarometern, vilket är en årlig undersökning som utförs av den ideella föreningen Medieakademin.
Tillsammans med influeraren Edvin Törnblom gjorde hon inslagsprogrammet Edvin och Laki hjälper för SVT Play under 2019. I programmet får de olika uppdrag som att ordna pickninck eller fixa någons rum.
Hon medverkade i Mia Skäringers program Kroppshets, som sändes på SVT 2018. Mellan 2018 och 2022 hade hon en podcast tillsammans med Ebba Lindblom som heter Laki & Katten, med över 100 lanserade episoder. Sedan 2023 driver hon podcasten Hör här! tillsammans med Carl Tuleus.Podcasten blev 2024 nominerad till Guldörat. 

## Priser och utmärkelser
| År   | Pris                               | Resultat  | Ref    |
| ---- | ---------------------------------- | --------- | ------ |
| 2015 | Guldtuben: Årets vloggare          | Nominerad | [ 15 ] |
| 2016 | Guldtuben: Årets vloggare          | Nominerad | [ 16 ] |
| 2016 | Finest Awards: Årets Youtube-kanal | Nominerad | [ 17 ] |
| 2017 | Guldtuben: Årets humor             | Nominerad | [ 18 ] |
| 2024 | Guldörat: Årets genombrott         | Nominerad |        |